# V – Halmstad
V - Halmstad – piąty album studyjny szwedzkiej grupy black metalowej Shining. Wydawnictwo ukazało się 18 kwietnia 2007 roku nakładem wytwórni muzycznej Osmose Productions.

## Lista utworów
Opracowano na podstawie materiału źródłowego.
1. "Ytterligare Ett Steg Närmare Total Jävla Utfrysning" (muz. Niklas Kvarforth, sł. Niklas Kvarforth) - 06:22
2. "Längtar Bort Från Mitt Hjärta" (muz. Niklas Kvarforth, sł. Niklas Kvarforth) - 08:29
3. "Låt Oss Ta Allt Från Varandra" (muz. Niklas Kvarforth, sł. Ynas Lindskog) - 06:05
4. "Besvikelsens Dystra Monotoni" (muz. Niklas Kvarforth, sł. Niklas Kvarforth) - 10:05
5. "Åttiosextusenfyrahundra" (muz. Ludwig van Beethoven, wyk. Marcus Pålsson) - 02:43
6. "Neka Morgondagen" (muz. Niklas Kvarforth, sł. Niklas Kvarforth) - 08:49

## Twórcy
Opracowano na podstawie materiału źródłowego.
- Niklas Kvarforth - wokal prowadzący
- Johan Hallander - gitara basowa
- Ludwig Witt - perkusja
- Fredric Gråby - gitara
- Peter Huss - gitara
- Rickard Bengtsson - produkcja muzyczna, miksowanie, mastering

## Wydania
| Rok  | Nr katalogowy | Format              | Wytwórnia          | Region           | źródło |
| ---- | ------------- | ------------------- | ------------------ | ---------------- | ------ |
| 2007 | OPCD 187      | CD, Album, Dig      | Osmose Productions | Francja          | [ 3 ]  |
| 2007 | OPLP 187      | LP, Album, Ltd      | Osmose Productions | Francja          | [ 3 ]  |
| 2007 | OPCD 2187     | CD, Album           | Osmose Productions | Ameryka Północna | [ 3 ]  |
| 2009 | OVIR 006      | LP, Album, Pic, Ltd | Osmose Productions | Francja          | [ 3 ]  |